# Tirà diademat de ventre castany
El tirà diademat de ventre castany (Ochthoeca cinnamomeiventris) és un ocell de la família dels tirànids (Tyrannidae).

## Hàbitat i distribució
Habita la vegetació prop de corrents fluvials dels Andes des del sud-oest de Veneçuela fins al nord del Perú.